# Jeremy Grantham
Robert Jeremy Goltho Grantham, CBE (* 6. Oktober 1938 in Ware, Hertfordshire) ist ein britischer Investor und Philanthrop.

## Leben
Grantham studierte bis zu seinem Abschluss 1961 Wirtschaftswissenschaften an der University of Sheffield. 1966 machte er seinen MBA an der Harvard Business School.
1971 startete er als einer der beiden Eigentümer von Batterymarch Financial Management einen der weltweit ersten Indexfonds. Grantham ist Gründer des Unternehmens Grantham, Mayo, & van Otterloo (GMO). Jährlich spenden er und seine Frau Hanne mehr als 30 Millionen US-Dollar an eine Reihe gemeinnütziger und Bildungseinrichtungen. Ein besonderes Anliegen ist ihm dabei der Kampf gegen die Klimakrise; so sagte Grantham im Jahr 2019 mehr als 98 % seines Nettovermögens – dies entspricht etwa 1 Milliarde US-Dollar – für den Kampf gegen die Klimakrise zu. Er kommentierte diesen Einsatz einmal wie folgt: „Ich betrachte dies nicht wirklich als Philanthropie, sondern als notwendige Verteidigungsmaßnahme für meine Kinder, Enkelkinder und deren Nachkommen.“
2011 wurde Grantham in der Liste der 50 Most Influential des Magazins Bloomberg Markets aufgeführt.
Im Jahr 2013 machte Grantham mit seiner Denkschrift Race of Our Lives von sich reden, in der er darlegte, wie Innovationen im Bereich der grünen Energie gemeinsam mit dem Trend sinkender Geburtenraten zu einer Lösung für die Herausforderungen beitragen können, die die globale Erwärmung für die Wirtschaft und das Gesundheitswesen mit sich bringt.
2014 wurde Grantham in die American Academy of Arts and Sciences gewählt. 2016 wurde er für seine „außerordentlichen Verdienste zur Erforschung des Klimawandels“ (engl.: „exceptional services to climate change research“) zum Commander of the Order of the British Empire ernannt.
Im April 2019 veröffentlichte er gemeinsam mit Lucas White, dem Mitgründer seines Investmentunternehmens GMO, eine neuerliche Denkschrift. Darin machten sie auf die Auswirkungen der Klimakrise aufmerksam: „Wirbelstürme, Taifune, Dürren, Waldbrände und andere Extremwetterereignisse verursachen Rekordschäden. Der Klimawandel wirkt sich zunehmend auf die Wirtschaft und unser tägliches Leben aus und stellt eine existenzielle Bedrohung für die Welt dar, wie wir sie kennen.“ Sie betonten zugleich, welche Potenziale sich für Investoren ergeben. So hieß es in der Schrift: „Wir nähern uns schnell einer Zeit, in der die Welt zur Überwindung jahrzehntelanger Untätigkeit zu aggressivem Handeln gezwungen sein wird. Als gewinnorientierte Investoren stellen diese Bemühungen für uns die Kulisse dar für jahrzehntelanges langfristiges Wachstum im Geschäftsfeld des Klimawandels und als Potenzial für starke Gewinne. […] Wenn der Klimawandel die Wirtschaft in Mitleidenschaft zieht, werden die Produkte und Dienstleistungen von Unternehmen, die sich auf den Klimaschutz konzentrieren, stark nachgefragt sein.“